# The Trail to Yesterday
The Trail to Yesterday è un film muto del 1918 diretto da Edwin Carewe. La sceneggiatura di June Mathis si basa sull'omonimo romanzo di Charles Alden Seltzer pubblicato a New York nel 1913. Prodotto e distribuito dalla Metro Pictures Corporation, il film aveva come interpreti Bert Lytell, Anna Q. Nilsson, Harry Northrup, Ernest Maupain, John Smiley.

## Trama
Accusato ingiustamente di aver ucciso suo padre, Ned Keegles fugge nel West, dove assume il nome di Dakota. Alla sua baracca, un giorno giunge una ragazza, Sheila Langford, alla ricerca di un rifugio durante una violenta tempesta. Dakota, però, scopre che Sheila - che arriva anche lei dall'Est ed è venuta lì in visita al Double R Ranch - è la figlia proprio dell'uomo che lo ha accusato di omicidio. Per vendicarsi, costringe la giovane a sposarlo. Langford, il padre di Sheila, propone quindi a Dakota di uccidere Ben Doubler, il proprietario del ranch, un vecchietto gentile che ha il torto di essersi rifiutato di vendergli i suoi terreni. A sparare a Ben, però, sarà Jack Duncan, il caposquadra di Langford che, nuovamente, accusa Dakota di omicidio. Sheila, venuta a conoscenza della verità, affronta il padre che reagisce duramente. Dakota la salva dalla violenza del padre e poi costringe l'uomo a firmare una confessione che lo scagiona dalle accuse. Dakota, non più un ricercato, offre adesso a Sheila la sua libertà ma lei la rifiuta, accettando di restare insieme a lui.

## Produzione
Gran parte degli esterni del film, prodotto dalla Metro Pictures Corporation, furono girati ad Arivaca, in Arizona.

## Distribuzione
Il copyright del film, richiesto dalla Metro Pictures Corp., fu registrato il 29 aprile 1918 con il numero LP12349.

Distribuito dalla Metro Pictures Corporation, il film uscì nelle sale statunitensi il 6 maggio 1918.
Copia completa della pellicola si trova conservata negli archivi del Filmmuseum di Amsterdam.